# Mycena lutea
Mycena lutea är en svampart som tillhör divisionen basidiesvampar, och. Mycena lutea ingår i släktet Mycena, och familjen Favolaschiaceae. Arten är reproducerande i Sverige.